# Língua cheyenne

Regiões em que o cheyenne é falado

O cheyenne (ou Tsėhesenėstsestotse no idioma nativo) é uma língua falada por cerca de 1920 falantes nos estados americanos de Montana e Oklahoma, sendo que a maioria dos falantes concentram-se em Montana. Ela é uma faz parte da família de línguas algonquinas e está definitivamente em perigo de extinção no caso da variante de Montana e severamente em perigo de extinção no caso da variante de Oklahoma, segundo a UNESCO.

## Etimologia
O nome nativo Tsėhesenėstsestotse significa "povo, um ao outro, nós". O nome do idioma "Cheyenne" é homônimo ao nome do povo cheyenne, originado do francês chien ("cachorro") que segundo alguns, é devido a um importante líder militar da tribo e segundo outros devido ao fato de os cheyenne usarem cachorros para puxar seus pertences e suprimentos.

## Distribuição
O idioma cheyenne é falado nos estados americanos de Montana e Oklahoma. A separação entre dialeto de Montana e de Oklahoma ocorreu após o exército americano confinar o agora chamado grupo do sul a uma reserva infértil e de clima hostil em uma reserva Oklahoma, causando o adoecimento de dois terços da tribo e várias mortes. Em 1978, Dull Knife e Little Wolf lideraram o cerca de 350 cheyennes para o estado de Montana e passaram a ser denominados de grupo norte. As diferenças entre esses dois dialetos são poucas, limitadas a diferenças de vocabulário e a ausência do fonema č no dialeto do sul. Por exemplo, em Montana relógio é éše'he e também significa sol, enquanto que em Oklahoma, a palavra para relógio é ko'ko'êhaseo'o, que significa coisa que faz "tique-taque".

## Fonologia
Os fonemas consonantais do cheyenne são: p, t, ts, k, s, š (/ʃ/), x, m, n, ' (/ʔ/), v, e e h. O fonema t é uma pausa plana apenas antes de vogais não frontais. O fonema k depende da vogal que o segue, de forma que o fonema pode ser de articulação velar posterior ou frontal.
|           | Bilabial | Dental | Pós-Aoveolar | Glotal | Velar |
| --------- | -------- | ------ | ------------ | ------ | ----- |
| Nasal     | m        | n      |              |        |       |
| Plosiva   | p        | t      |              | ʔ      | k     |
| Fricativa | v        | s      | ʃ            |        | x     |

As pausas são normalmente não vozeadas e não aspiradas.
Já os fonemas vocálicos são três: e, a e o. O primeiro, e, é produzido com a língua em posição média ou superior na parte frontal da boca. O segundo, a, flutua na região central baixa. O fonema o é produzido no fundo da boca com a língua desde uma posição baixa até alta. Eles podem ser tanto longos quanto curtos.
|             | Anterior | Central | Posterior |
| ----------- | -------- | ------- | --------- |
| Semifechada | e        |         | o         |
| Aberta      |          | a       |           |

Além disso, o cheyenne possui os seguintes ditongos.
| Letra ou dígrafo | Outras formas de indicar | Fonema | Pronúncia |
| ---------------- | ------------------------ | ------ | --------- |
| ae               | ai, ay, ï                | /aɪ/   |           |
| ao               | aw, au                   | /ɔ/    |           |
| oe               | oi                       | /OI/   |           |

O cheyenne possui é uma língua tonal. Tons altos são marcados por acento agudo e tons médios são marcados por uma barra enquanto que tons baixos não recebem nenhuma marcação. Além disso, vogais que possuem um ponto em cima de si ou que são a última sílaba da palavra são sussurradas.

## Ortografia
O alfabeto utilizado em materiais didáticos e na escrita do cheyenne em geral é o mesmo alfabeto definido pelo missionário Rodolphe Petter.
| Letra ou dígrafo | Outras formas de indicar | Fonema | Pronúncia |
| ---------------- | ------------------------ | ------ | --------- |
| h                | x, ch                    | h      |           |
| k                | g                        | k      |           |
| m                |                          | m      |           |
| n                | ñ                        | n      |           |
| p                | b                        | p      |           |
| s                |                          | s      |           |
| š                | sh                       | ʃ      |           |
| t                | d                        | t      |           |
| ts               | c, z                     | ts     |           |
| v                | w                        | v      |           |
| x                | kh                       | x      |           |
| '                |                          | ʔ      |           |

Os acentos que indicam o tom são utilizados nas vogais.
|   | Caractere | Outras formas de indicar | Fonema | Pronúncia |
| - | --------- | ------------------------ | ------ | --------- |
| a | a         | å, â                     | /a/    |           |
| a | aa        | a:                       | /aː/   |           |
| a | ȧ         |                          | /ḁ/    |           |
| e | e         |                          | /e/    |           |
| e | ee        | e:                       | /eː/   |           |
| e | e̊         |                          | /e̥/    |           |
| o | o         |                          | /o/    |           |
| o | oo        | o:                       | /oː/   |           |
| o | ȯ         |                          | /o̥/    |           |

## Gramática
O cheyenne é uma língua aglutinativa, de forma que as frases são formadas através de prefixos e sufixos adicionados ao verbo.

### Substantivos

#### Classes
Os substantivos são divididos entre animados (pessoas, animais, espíritos, sol, lua, pedra, estrela árvores) e inanimados.

#### Pluralização
De forma geral, para substantivos inanimados, a mudança ocorre com a adição de um dos seguintes sufixos: -ȯtse, -nȯtse, -stse, -ne̊stse. Para objetos animados, existem mais sufixos, sendo -ho, -no, -o'o, -ne e -hne alguns deles. Além disso, podem ocorrer mudanças de tom e grafia.
| Inanimado | Inanimado       | Inanimado      | Animado  | Animado  | Animado    |
| Singular  | Tradução        | Plural         | Singular | Tradução | Plural     |
| --------- | --------------- | -------------- | -------- | -------- | ---------- |
| ma'ahtse  | braço           | ma'ahtsen      | náhkohe  | urso     | náhkȯheo'o |
| ó'he'e    | rio             | o'he'e̊stse     | hova     | animal   | hováhne    |
| ma'kaeta  | dinheiro, moeda | ma'kaetáne̊stse | hótame   | cachorro | hotáme     |

#### Possesivos
Apesar de existir um padrão para os prefixos que indicam posse, mudanças de tom e grafia são frequentes. Quando um objeto é possuído por terceira pessoa do singular ou plural o objeto é considerado "evitado" e pode ser tanto singular quanto plural.
| Prononome possessivo em português | Prefixo em cheyenne | Exemplo       | Tradução              |
| --------------------------------- | ------------------- | ------------- | --------------------- |
| Meu/Minha                         | na-                 | namaahe       | Minha flecha          |
| Meu/Minha                         | na-                 | nåhtsesta     | Meu coração           |
| Seu/Sua                           | ne-                 | nemaahe       | Sua flecha            |
| Seu/Sua                           | ne-                 | ne̊stsesta     | Seu coração           |
| Dele/dela                         | he-                 | hemaahe       | Flecha dele           |
| Dele/dela                         | he-                 | hestsesta     | Coração dele          |
| Nosso (excluindo o interlocutor)  | na- + sufixo        | namaahāne     | Nossa flecha (excl.)  |
| Nosso (excluindo o interlocutor)  | na- + sufixo        | nåhtse̊stáháne | Nosso coração (excl.) |
| Nosso (incluindo o interlocutor   | ne- + sufixo        | nemaahane     | Nossa flecha (incl.)  |
| Nosso (incluindo o interlocutor   | ne- + sufixo        | ne̊stse̊stáhane | Nosso coração (incl.) |
| Vosso/Vossa                       | ne- + sufixo        | nemaahámévo   | Vossa flecha          |
| Vosso/Vossa                       | ne- + sufixo        | ne̊stse̊stáhévo | Vosso coração         |
| Deles/delas                       | he- + sufixo        | hemaahámévo   | Flecha deles          |
| Deles/delas                       | he- + sufixo        | hestse̊stáhévo | Coração deles         |

### Verbos
Os verbos podem ser divididos em quatro categorias: (AI) intransitivo com sujeito inanimado, (II) intransitivo com sujeito animado, (TI) transitivo com sujeito inanimado e (TA) transitivo com sujeito animado. Além disso, eles podem ter três ordens (independente, dependente e imperativos) que podem ser subdivididas em dois ou mais modos. Quanto ao sujeito, a tabela a seguir apresenta os prefixos de cada sujeito.
| Pessoa                    | Prefixo               |
| ------------------------- | --------------------- |
| 1º pessoa (singular)      | ná-                   |
| 2º pessoa (singular)      | né-                   |
| 3º pessoa (singular)      | é-                    |
| 1º pessoa (plural, excl.) | ná- + outras mudanças |
| 1º pessoa (plural, incl.) | né- + outras mudanças |
| 2º pessoa (plural)        | né- + outras mudanças |
| 3º pessoa (plural)        | + outras mudanças     |

Os modos dão a informação sobre como o falante veio a saber da ação. No modo interrogativo o falante não sabe o que aconteceu e pergunta sobre a ação. No modo indicativo ele sabe o que aconteceu e informa sobre como veio a saber (viu, ouviu, sentiu, etc.). Quanto o falante ouviu falar no ocorrido (ex.: é dito que...), usa-se o modo atributivo. Bastante utilizado, o modo dubiativo traz incerteza quanto ao acontecimento e diminui a força da afirmação. Utilizado principalmente em histórias, o modo mediador dá noção de distância espacial e temporal. O modo é informado junto ao verbo, assim como tempo, sujeito e objeto.
| Exemplos             | Exemplos                  | Exemplos                   |
| Frase                | Tradução                  | Análise                    |
| -------------------- | ------------------------- | -------------------------- |
| násâavóosane̊hehe     | Eu não vi?                | AI negativo interrogativo  |
| nésâavóosane̊hehe     | Você não viu?             | AI negativo interrogativo  |
| ésâavóosane̊hehe      | Ele não viu?              | AI negativo interrogativo  |
| ésâavóosane̊hevohe    | Ele (evitado) não viu?    | AI negativo interrogativo  |
| násâavóosane̊hemehe   | Nós (excl.) não vimos?    | AI negativo interrogativo  |
| nésâavóosanéhemanehe | Nós (incl.) não vimos?    | AI negativo interrogativo  |
| nésâavóosane̊hemehe   | Vocês não viram?          | AI negativo interrogativo  |
| ésâavóosane̊hevohe    | Eles não viram?           | AI negativo interrogativo  |
| náhêneʔenóvahtse     | Eu conheço ele            | TA independente indicativo |
| néhêneʔenovåtse      | Você conhece ele          | TA independente indicativo |
| náhêneʔenōvo         | Ele conhece ele           | TA independente indicativo |
| náhêneʔenóvamóho     | Ele (evitado) conhece ele | TA independente indicativo |
| néhêneʔenóvahtsēme   | Vocês conhecem ele        | TA independente indicativo |
| náhêneʔenooʔo        | Eles conhecem ele         | TA independente indicativo |

## Vocabulário
O povo cheyenne se cumprimenta através de sorrisos e apertos de mão, não existindo uma expressão correspondente a "oi" ou "tchau". Entretanto, a palavra Haaahe é usada nesse contexto apenas entre homens que possuindo significado social de amizade e reconhecimento. Recentemente, alguns cheyennes usam o verbo nėstaévȧhósevóomȧtse que significa "vejo você no futuro" em despedidas - uma influência do inglês.
O idioma é descritivo, de tal forma que várias palavras são descrições de sua aparência ou função, especialmente para substantivos emprestados de outra cultura. Exemplos: eškôseese-hotame, que significa "porco", é formado pela aglutinação de "pontudo", "nariz" e "cachorro"; Me'šeese-ve'ho'e, que significa "mexicano", é formado pela aglutinação de "cabeludo", "nariz" (=bigode) e "homem branco".
| Expressões, ditados e metáforas                                                                           | Expressões, ditados e metáforas                                                                             |
| --- | --- |
| Névé'novȯhe'étanóme mȧsėhánééstóva, onésetó'ha'éeta netáhoestovevoo'o, onésėhestóxévétáno mȧsėhánééstóva! | Não corra de uma forma louca, experimente parar suas montarias, tente chegar em último em termos de loucura |
| Oónâhá'e mâxhevéesevôtse                                                                                  | Quando sapos tem dentes (significa "nunca")                                                                 |
| Ého'néhevęhohtse                                                                                          | Ela tem pegadas de lobo (significa "ela é mais inteligente que homens")                                     |
| ó'kôhóme                                                                                                  | Coiote (significa "pessoa conivente")                                                                       |
| Náméváá'e                                                                                                 | Eles me comeram (significa "fofocaram sobre mim")                                                           |
| šaa | Uau! (usado tradicionalmente apenas por homens, porém mulheres mais novas estão passando a usar)            |
| hahóo | Obrigado |